# Suzuki Kantarō
Barone Suzuki Kantarō (鈴木 貫太郎?; Kuze, 18 gennaio 1868 – Noda, 17 aprile 1948) è stato un ammiraglio e politico giapponese.
Ammiraglio della marina imperiale giapponese, sopravvisse al tentativo di ucciderlo da parte di militari dell'Esercito imperiale giapponese durante l'Incidente del 26 febbraio 1936.
Suzuki ricoprì l'incarico di 42º primo ministro del Giappone dal 7 aprile al 17 agosto del 1945, nella fase finale della seconda guerra mondiale; egli in un primo tempo sperò di poter guadagnare tempo per intavolare trattative di pace ma di fronte alla schiacciante superiorità degli Alleati si espresse a favore dell'accettazione da parte del Giappone della Dichiarazione di Potsdam e della resa alle potenze Alleate.

## Primi anni
Suzuki nacque nel villaggio di Kuze, nella provincia di Izumi (la moderna Sakai nella prefettura di Osaka) da un magistrato samurai del clan Sekiyado, Suzuki Yoshinori. Crebbe nella città di Noda, nella provincia di Kazusa (oggi prefettura di Chiba).

## Carriera in marina
Suzuki fece parte della 14ª classe dell'Accademia navale a Etajima nel 1884, posizionandosi 13º su 45 cadetti nel 1888. Suzuki prestò servizio sulle corvetta Tsukuba e Tenryu e sull'incrociatore Takachiho come guardiamarina. Quando venne nominato guardiamarina servi sulla cannoniera Amagi, sulle corvette Takao e Jingei, sulla nave corazzata Kongo e sulla cannoniera Maya. Dopo la sua promozione a tenente nel 1892, fu navigatore sulle corvette Kaimon, Hiei e di nuovo sulla Kongo. Suzuki partecipò alla prima guerra cino-giapponese, comandando una torpediniera e partecipando a un assalto siluristico notturno nella battaglia di Weihaiwei. Successivamente fu assegnato a posizioni che prevedevano un attacco navale alla Germania dal 1901 al 1903. Al suo ritorno fu promosso comandante.
Durante la guerra russo-giapponese, Suzuki comandò la 2ª divisione cacciatorpediniere, nel 1904 e la 4ª divisione cacciatorpediniere nel 1905, la quale salvò i naufraghi di una delle corazzate che stavano imponendo il blocco a Port Arthur. Il 26 febbraio 1904 fu designato vicecomandante sull'incrociatore Kasuga, a bordo del quale partecipò all'importante battaglia di Tsushima. Dopo la guerra, comandò l'incrociatore Akashi (1908), in seguito l'incrociatore Soya (1909), la corazzata Shikishima (1911), l'incrociatore Tsukuba (1912). Fu promosso contrammiraglio il 23 maggio 1913 e assegnato al comando del 4º Distretto navale con quartier general a Maizuru. Suzuki divenne vice-ministro nella marina dal 1914 al 1917 durante la prima guerra mondiale.
Promosso vice ammiraglio il 1º giugno 1917, all'inizio del 1918 portò gli incrociatori Asama e Iwate a San Francisco con 1000 cadetti, e fu ricevuto dal contrammiraglio William Fullam della United States Navy. Da lì gli incrociatori si diressero in Sud America. Dopo essere stato direttore dell'Accademia navale a Etajima, comandante della 2ª e della 3ª flotta della Marina imperiale giapponese e del 2º Distretto navale (Kure), divenne ammiraglio il 3 agosto 1923. Suzuki divenne poi comandante in capo del ministero della marina nel 1924.
Dopo aver prestato servizio come capo generale della marina giapponese dal 1925 al 1929, si ritirò  e accettò la posizione di gran ciambellano e consigliere della corona. Suzuki si salvò fortunosamente da un tentativo di assassinio nel corso del drammatico Incidente del 26 febbraio del 1936; venne colpito da numerosi colpi di pistola a distanza ravvicinata sparati da un gruppo di soldati dell'Esercito imperiale guidati dal capitano Teruzo Ando, che lo raggiunsero alla testa, alla spalla, al torace e all'inguine. Il capitano Ando, credendolo morente, gli risparmiò il colpo di grazia, Suzuki invece sopravvisse. Una delle pallottole rimase conficcata nel corpo di Suzuki per il resto della sua vita, e fu ritrovata solamente dopo la sua cremazione.
Suzuki si oppose alla guerra contro gli Stati Uniti sia prima che durante tutto il periodo del conflitto.

## Primo ministro
Il 7 aprile 1945 dopo la battaglia di Okinawa, il primo ministro Kuniaki Koiso si dimise e Suzuki fu chiamato a prendere il suo posto all'età ormai di 77 anni. (Il presidente degli Stati Uniti Franklin D. Roosevelt morì meno di una settimana dopo). Il primo ministro Suzuki contribuì ai negoziati di pace con le potenze alleate nella seconda guerra mondiale. Organizzò due conferenze imperiali con le quali aiutò a risolvere una separazione con il gabinetto imperiale giapponese sulla Dichiarazione di Potsdam, di cui ne descrisse le caratteristiche all'Imperatore Hirohito che acconsentì ad accettare una resa incondizionata.
Scontrandosi violentemente con la fazione militare del gabinetto, che voleva continuare la guerra nella speranza di una risoluzione più favorevole per il Giappone. Parte di questa fazione compose il corpo di congiurati che promossero un duplice tentativo di assassinio ai danni di Suzuki, nella mattina del 15 agosto 1945. Dopo che la resa divenne pubblica, Suzuki rassegnò le dimissioni e il principe Higashikuni divenne primo ministro al suo posto. Suzuki sopravvisse alla guerra e morì tre anni dopo per cause naturali; la sua tomba è conservata nella sua casa nella città di Noda, Chiba. Uno dei suoi due figli divenne direttore del servizio immigrazione giapponese, mentre l'altro fu un brillante avvocato.